# Río Tiltepec
La cuenca del río Tiltepec se localiza en la región Istmo-Costa dentro del municipio de Tonalá, Chiapas, nace en las partes altas de la Sierra Madre de Chiapas a 1940 m s. n. m. y desemboca en los esteros de la costa del océano Pacífico (hasta su desembocadura en la Laguna del Mar Muerto, en el océano Pacífico). Colinda al norte con la cuenca del río Lagartero del municipio de Arriaga, al sureste con la cuenca del río Zanatenco municipio de Tonalá y al noreste con el parteaguas de la cuenca Grijalva–Usumacinta. La cuenca del río Tiltepec geográficamente queda ubicada en el cuadrante de las coordenadas 16°14´22.79´´ y 16°05´08.82´´ latitud norte y 93°58´47.21´´ y 93°40´53.71´´ longitud oeste. Pertenece a la región hidrológica No. 23 y ocupa una superficie total de 38,338 hectáreas (383.3 km²) y está compartida entre los municipio de Tonalá (60%), Arriaga (35%) y Villaflores (5%).

## Toponimia
El significado de la palabra Tiltepec, deriva etimológicamente de la lengua náhuatl, es un topónimo aglutinado que se compone de dos vocablos, y se estructura en la siguiente forma :
- Tliltik = "Negro".
- Tepetetl = "Cerro"
- -c = Subfijo locativo "en el"

Por lo tanto, la palabra Tiltepec se traduce como: "en el cerro negro".

## Clima y temperatura
Los tipos de clima corresponden al grupo de los climas cálidos y semicálidos, principalmente el clima A(w1) cálido subhúmedo con lluvias en verano, corresponde al más seco de los subhúmedos y abarca el 70 % del territorio de la cuenca. El clima A(w2) cálido subhúmedo con lluvias en verano, equivale al clima más húmedo de los subhúmedos y cubre el 20 % del territorio de la cuenca. También se reporta el clima (A) C (w2) semicálido subhúmedo del grupo C.

## Precipitación
Las precipitaciones del mes más seco son menores a 40 mm, las lluvias en verano presentan índice p/t (índice de humedad) mayor a 55 y la cantidad de lluvia invernal va del 5 % al 10.2 % del total anual.

## Hidrología
El sistema hidrológico de la cuenca de Tiltepec está constituido por los ríos Tiltepec, considerándose éste como el cauce principal, Los Limones y El Rosario como corrientes secundarias tributarias, cuyos afluentes se caracterizan por tener fuertes pendientes. Estos ríos se consideran como corrientes perennes, mientras que el resto de los tributarios se identifican como corrientes intermitentes. Sin embargo, en la época de seca y en la parte baja de la cuenca, los ríos Tiltepec, Los Limones y El Rosario, pueden llegar a tener poca agua superficial e incluso se vuelven corrientes subterráneas, lo cual está en función de la cantidad de precipitación registrada en el año.
El patrón de drenaje de la cuenca es de tipo dendrítico, el cual corresponde a corrientes muy ramificadas ocasionado por el material geológico ígneo intrusivo de la zona. El flujo no es constante en el recorrido de la cuenca, sino que se alimenta por la incorporación de nuevos aportes de escurrimientos subterráneos.

## Topografía
La parte alta presenta fuertes pendientes hacia el océano Pacífico, la topografía va formando un terreno plano hasta llegar a la costa en cero metros sobre el nivel del mar.

## Geología
La mayor parte de la zona alta de la cuenca, está constituida por terrenos del Paleozoico conformado por rocas ígneas intrusivas y metamórficas, principalmente, granitos del Paleozoico, gneis del Precambrico y granodioritica del Terciario. La parte media y baja, son terrenos del Cenozoico Cuaternario formada por aluviales y lacustre, al oeste de la parte media de la cuenca se encuentra una formación constituida por terrenos del Cenozoico Terciario con rocas ígneas intrusivas.

## Población
En la cuenca se encuentran asentadas 20 comunidades, copn una población total de 6,458 habitantes.